# Anicetus graminosus
Anicetus graminosus är en stekelart som beskrevs av Annecke 1967. Anicetus graminosus ingår i släktet Anicetus och familjen sköldlussteklar. Inga underarter finns listade i Catalogue of Life.